# 1690 w polityce

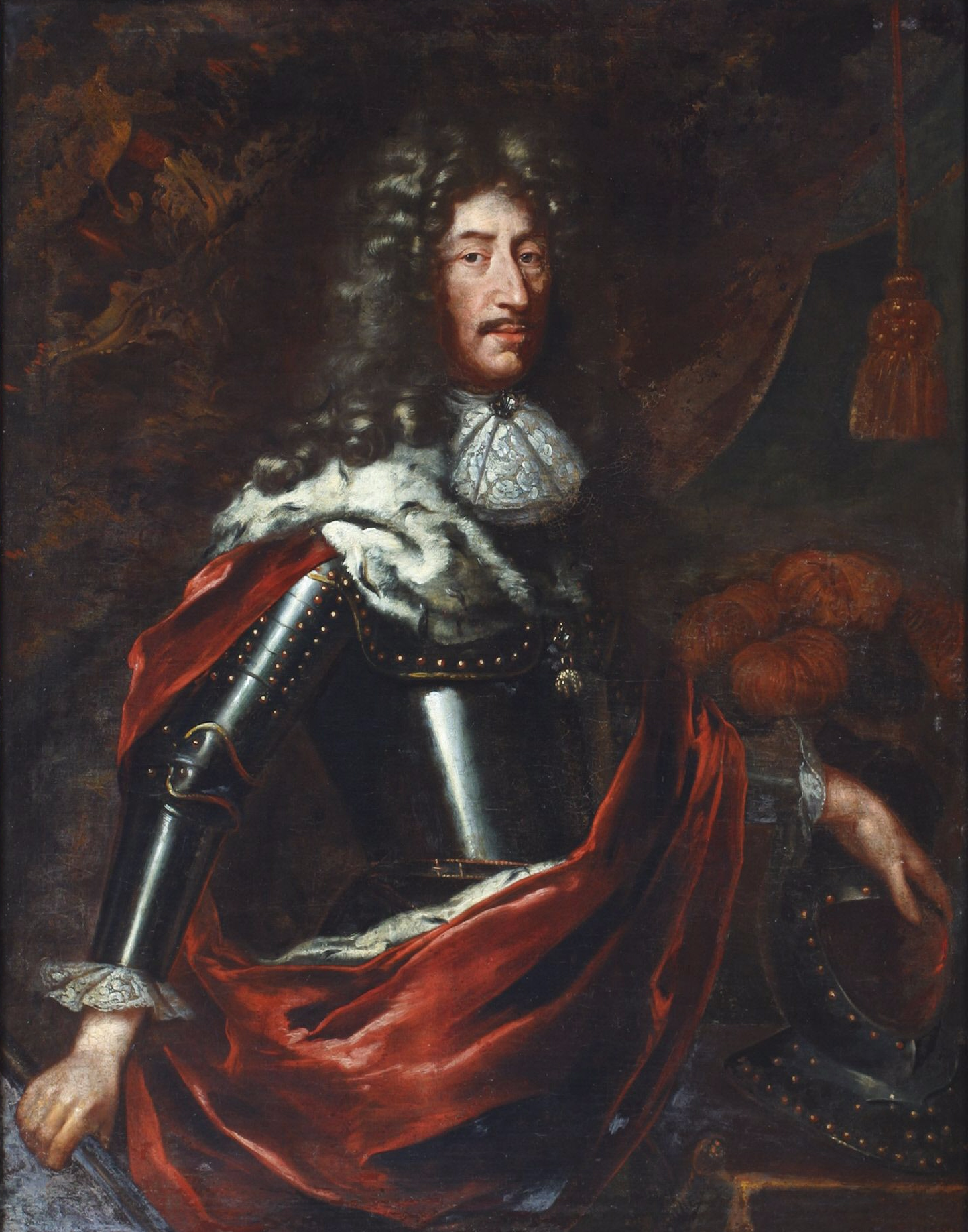
Filip Wilhelm

Wydarzenia polityczne w 1690 roku.

## Zmarli
- Filip Wilhelm, elektor Palatynatu Reńskiego[1].